# ウィリエール・トリエスティーナ

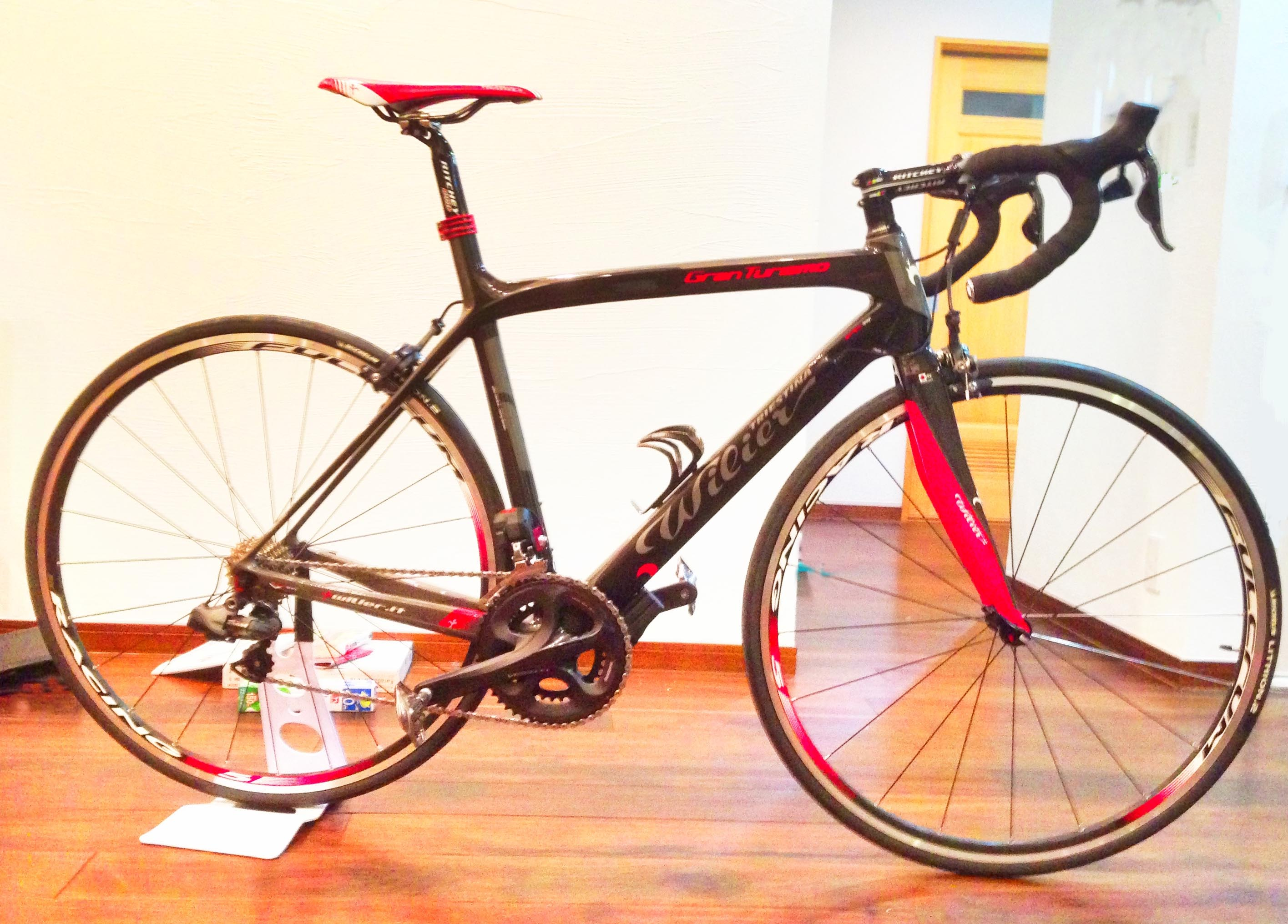
ウィリエール　グランツーリヅモ2013アルテグラD2

ウィリエール・トリエスティーナ（Wilier Triestina)は、イタリアの競技用自転車メーカー。主にロードバイクを生産している。

## 歴史
Wilier Triestinaは　ピエトロ・ダル・モリン(Pietro Dal Molin)によって、1906年イタリアのベネチア郊外の北イタリアでは有数の陶器の生産地である、モンテ・グラッパの麓、ブレンタ川沿いの町バッサーノ・デル・グラッパにある工場で自転車の製造を開始した。第一次世界大戦後はモリンの息子のマリオが会社を指揮し、業績を発展させた。第二次世界大戦後、Wilierはトリエステ出身のジョルダーノ・コッターをキャプテンとするプロフェッショナルレーシングチームを編成。1945年秋にはウィリエール・トリエスティーナというブランド名に改称。同時にシンボルマークとして、ハルベルト（鉾槍）のマークを採用した。1948年にはフィオレンツォ・マーニがジロ・デ・イタリアを制覇したことで名を覇せた。1949年と1950年にはツール・ド・フランスでも大活躍した。最盛期には300人の社員を保有し、1日200台の自転車を製造した。しかし、世界大戦の影響と、スクーターの発達により経営が圧迫され、1952年にその生産を終えた。
1969年、ロッサーノ・ヴェーネト出身のリノ・ガスタルデッロ（Lino Gastaldello)とその息子がWilierの商標を取得。同ブランドで自転車の製造を再開した。リノ・ガスタルデッロは2010年1月23日に死去。その後は、アンドレア・ガスタルデッロ（Andrea  Gastaldello;CEO）、エンリコ・ガスタルデッロ（Enrico Gastaldello;コマーシャルディレクター）、ミケーレ・ガスタルデッロ（Michele Gastaldello;プロダクトディレクター）の3人の息子によってWilierは運営されている。現在のファクトリは、ロッサーノ・ヴェーネト（Rossano Veneto）に位置する。

## 社名の由来
｢Wilier Triestina｣という社名は、以下の事柄に由来している。WilierとTriestina双方とも第二次世界大戦後のイタリアの愛国心に触発されたものである。
- Wilier -  (イタリア語発音: [‘viljɛr])  イタリア語では「ヴィリエール」に近い発音となる。Wの文字はイタリア語で｢万歳｣を意味する"Viva"に由来している。イタリア語は一部例外を除いてWが存在せず、Wはdoppia vu(２つのV)と呼ばれる。“Viva l’Italia liberata e redenta”で、「解放され取り戻されたイタリア万歳」の意味。
- Triestina -　(イタリア語発音: [tries’ti:na]) 「トリエスティーナ」。アドリア海に面した都市、トリエステを示す形容詞。

## 競技成績
- 世界選手権自転車競技大会ロードレース2008では同社のCento 1(チェントウノ)がデビューウィンを飾っている。
- トライアスロンのオリンピックディスタンスにおいて、同社のImperiale(インペリアーレ)が、2010年アジアチャンピオン、2011年全日本チャンピオンを獲得している。
- 2006年-2012年にはUCIプロチームにはランプレに機材を供給している。この間の成績についてはランプレの該当期間の成績を参照
- 2013年は「チーム　コロンビア・コルデポルテス」、「OCBCバンク・シンガポールプロサイクリングチーム」、「ヴァンダーキッテン」の3チームに機材を供給する。
- 2019年12月2日、ウィリエールがUCIワールドチームのアスタナプロチームとの提携を開始した。ウィリエールが最新モデルのロードバイク「ゼロSLR」とTTバイク「ターバイン」をアスタナに供給し、アスタナは製品の設計、特に新しいバイクの開発に関わり、さらなる性能の向上を目指す。なお、ウィリエールは、アスタナプロチームに加えてUCI女子チームのアスタナと、UCIコンチネンタルチームのアスタナシティ、ヴィノアスタナモーターにもバイクを供給する。

## 製品ラインナップと特徴
- ZERO SLR - 軽量ディスクロードバイクでは世界初のケーブルをフル内装した電動変速専用フレーム。トタル・ディレクトエネルジーがツール・ド・フランスで使用。
- Zero.9 LTD - 60Tカーボンを採用したオールラウンドレーシングバイク。日本オリジナルモデル。
- Cento10PRO - 110周年記念として開発されたCento10Airから、さらに剛性を高めたモデル。春のクラシックレース2019でプロチームが使用。
- Cento10Elite(AIR) - 110周年記念として開発されたエアロレーシングバイク。Cento10 (チェントディエチ)はイタリア語で110を意味する。同型フレームで剛性を高めたPROが発売された後、AIRからEliteへ改名された。
- Cento10NDR - 開発に2年以上を費やしたアクティフレックスシステムを採用し、2つのブレーキシステム（ダイレクトマウントキャリパーブレーキ＆ディスクブレーキ）に対応したレーシングバイク。
- Cento1AIR DISC - ベストセラー「Cento1AIR」のディスクブレーキモデル。エアロ系ディスクロードバイクの新たな選択肢。
- Cento1AIR - 60Tカーボンを採用したカムテールデザインのエアロレーシングバイク。ロードレースはもちろんショートトライアスロンにも最適。
- Cento1NDR - ユーザーのニーズに応えた最新のチェントウノ。2つのブレーキシステム（ダイレクトマウントキャリパーブレーキ＆ディスクブレーキ）に対応したレーシングバイク。
- GranTurismoR Team Disc - 46T/30Tカーボンを使い、高い快適性も備えたディスクブレーキ専用のロードバイク。
- GranTurismoR Team - 46T/30Tカーボンを使い、高い快適性も備えたロードバイク。
- イゾアール - XP 名前の由来はフランスのイゾアール峠。ツール・ド・フランスでもたびたびコースに採用されているイゾアール峠（2645m）の名前より。カーボン製ロードバイクの初級モデル。
- モンテグラッパ - 由来はバッサーノ・デル・グラッパ近傍の山の名前、ジロ・デ・イタリアでも度々登場する峠がある。ロードバイクの入門用のアルミ製モデル。
- Mortiloro - イタリアの自転車レース、ジロ・デ・イタリアの中でも最も過酷な峠の名前より。
- バッサーノ - Wilier発祥の地、バッサーノ・デル・グラッパより。
- マロスティカ - イタリアのベネチア地方の街の名前より。
- Zero.7 - フレーム重量750グラムを達成した軽量モデル。
- グランツーリズモ -　2011年に追加されたモデル。「高速での長距離走行」に特化したモデル。
- CENTO1 - 左右非対称チェーンステーを採用。CENTO1 SLは2011年ツール・ド・フランスにてスプリント賞を獲得。
- ルロワ - 2009年をもって生産終了になったモデル。後継はImperiele。
- Imperiele - 皇帝という意味。エアロダイナミクスの権威、ジョン・コブ(John Cobb)との共同制作によるもの。チェントウノのエアロモデル。

## 日本での取り扱い
- 輸入元は服部産業。2008年頃はビックカメラやヨドバシカメラで販売されていた。

## 生産
- イゾアールやグランツーリスモといった中下位機種は台湾でのOEM製造。
- 近年はフラッグシップモデルでも中国製となっている。